# 樋江井ありさ
樋江井 ありさ（ひえい ありさ、1990年12月2日 - ）は、日本の歌手。愛知県稲沢市出身。本名は樋江井 梓利沙（読み同じ）。かつてはコロムビアアーティストマネージメント（日本コロムビアの関連会社）所属。
2006年、ALISAという名でインディーズデビュー。2007年メジャーデビュー。「りあら」というミニチュアダックスフントを飼っている。

## 略歴
2005年12月よりインストアイベントやライブハウスでのライブで活動している。
2006年8月より、『ときめきメモリアルONLINE』のイメージキャラクターに就任。2006年9月にシングル発売。2007年にコロムビアアーティストマネージメントと契約。
2009年2月16日、ブログによると、先日15日にコロムビアアーティストマネージメントのレーベル事業閉鎖が発表され、その日以降ブログの更新が途絶えている。

## ディスコグラフィ

### シングル
ALISA
1. 愛のコトバ（2006年9月21日発売） 作詞　安田尊行　作曲　油布賢一　編曲　長田直之

樋江井ありさ
1. キミとの世界（2007年8月29日発売）作詞　安田尊行　作曲　油布賢一　編曲　長田直之
  - 光る!スポーツ研究所　メーテレ（名古屋テレビ）2007年9月エンディングソング

## テレビドラマ
- 孤独のグルメ Season2 第10話 （2012年12月12日、テレビ東京）- 学生客2 役